# Filo Cañete Carrillo
Filomena «Filo» Cañete Carrillo (Barcelona, 29 d'abril de 1970) és una política catalana, actual i primera dona en ser alcaldessa de Sant Adrià de Besòs.
Formada com a psicòloga, ha treball en l'àmbit de la inserció laboral. És militant del PSC i regidora de l'Ajuntament de Sant Adrià de Besòs des del 2007, període durant el qual va ocupar-se de diverses àrees del govern municipal com Recursos Humans, Promoció Econòmica, Comerç, Ocupació, i des de 2015 Benestar i Famílies. El 9 d'abril de 2021 va ser nomenada oficialment alcaldessa de Sant Adrià de Besòs, amb el suport del PSC i del regidor de MES, en substitució de Joan Callau i Bartolí, que havia dimitit el 6 d'abril. Es marcà com a eixos la sanitat i la reactivació econòmica del municipi, posant èmfasi en l'ocupació, l'habitatge, l'atenció social i una educació sense diferències socials.
El 3 de novembre de 2022 va ser elegida per l'agrupació socialista de Sant Adrià com a candidata a alcaldessa de la ciutat pel Partit dels Socialistes en les eleccions municipals de 2023. Va obtenir el 43,31% dels vots als comicis i va obtenir la majoria absoluta al consistori adrianenc, amb onze regidors. Des de 2023 també és diputada a la Diputació de Barcelona.